# Anitele'a Tuilagi
Anitele'a Faivai Tuilagi (Apia, 5 giugno 1986) è un rugbista a 15 samoano, tre quarti centro del Dragons in URC.